# Élections législatives de 2012 dans la Haute-Vienne
Les élections législatives françaises de 2012 se déroulent les 10 et 17 juin 2012. Dans le département de la Haute-Vienne, trois députés sont à élire dans le cadre de trois circonscriptions, soit une de moins que lors des législatures précédentes, en raison du redécoupage électoral.

## Élus
|   | Circonscription | Député sortant               |  | Parti | Député élu ou réélu |                | Parti          |
| - | --------------- | ---------------------------- |  | ----- | ------------------- | -------------- | -------------- |
| ≠ | 1re             | Monique Boulestin            |  | PS    | Alain Rodet         |                | PS             |
| ≠ | 2e              | Daniel Boisserie             |  | PS    | Daniel Boisserie    |                | PS             |
| ≠ | 3e              | Marie-Françoise Pérol-Dumont |  | PS    | Catherine Beaubatie |                | PS             |
| – | 4e              | Alain Rodet                  |  | PS    | Siège supprimé      | Siège supprimé | Siège supprimé |

## Impact du redécoupage territorial
Du fait de l'importante sur-représentation de la Haute-Vienne à l'Assemblée Nationale, le redécoupage électoral de 2010 fait perdre à la Haute-Vienne une de ses quatre circonscriptions. La Haute-Vienne ne possède donc plus que trois circonscriptions.
La disparition de la 4e circonscription (en fait, la 1re - l'ancienne 4e prenant ensuite le numéro 1) entraîne des ajouts de cantons dans les trois autres circonscriptions. Sont ajoutés à la (nouvelle) 1re les cantons de Limoges : Carnot, Centre et Cité ; à la 2e, les cantons de Limoges : Condat et Emailleurs ; à la 3e, les cantons de Limoges : Beaupuy, Couzeix et Puy-las-Rodas.

## Résultats

### Résultats à l'échelle du département
| Parti          | Parti                             | Premier tour | Premier tour | Second tour | Second tour | Sièges |
| Parti          | Parti                             | Voix         | %            | Voix        | %           | Sièges |
| -------------- | --------------------------------- | ------------ | ------------ | ----------- | ----------- | ------ |
|                | Parti socialiste                  | 70 671       | 43,84        | 95 448      | 65,37       | 3      |
|                | Divers gauche dont MRC            | 7 947        | 4,93         |             |             | 0      |
|                | Europe Écologie Les Verts         | 5 389        | 3,34         | 0           |             |        |
|                | Majorité présidentielle           | 84 007       | 52,11        | 95 448      | 65,37       | 3      |
|                |                                   |              |              |             |             |        |
|                | Union pour un mouvement populaire | 21 014       | 13,04        | 30 718      | 21,04       | 0      |
|                | Parti radical                     | 12 501       | 7,76         | 19 842      | 13,59       | 0      |
|                | Divers droite dont DLR et PCD     | 1 947        | 1,21         |             |             | 0      |
|                | Droite parlementaire              | 35 462       | 22,00        | 50 560      | 34,63       | 0      |
|                |                                   |              |              |             |             |        |
|                | Front national                    | 19 611       | 12,17        |             |             | 0      |
|                | Front de gauche                   | 16 797       | 10,42        | 0           |             |        |
|                | Mouvement démocrate               | 2 955        | 1,83         | 0           |             |        |
|                | Divers écologiste dont AÉI        | 1 258        | 0,78         | 0           |             |        |
|                | Extrême gauche dont LO            | 1 107        | 0,69         | 0           |             |        |
|                |                                   |              |              |             |             |        |
| Inscrits       | Inscrits                          | 264 857      | 100,00       | 264 836     | 100,00      | 3      |
| Abstentions    | Abstentions                       | 99 925       | 37,73        | 108 870     | 41,11       |        |
| Votants        | Votants                           | 164 932      | 62,27        | 155 966     | 58,89       |        |
| Blancs et nuls | Blancs et nuls                    | 3 735        | 2,26         | 9 958       | 6,38        |        |
| Exprimés       | Exprimés                          | 161 197      | 97,74        | 146 008     | 93,62       |        |

### Résultats par circonscription

#### Première circonscription (Limoges - Saint-Léonard-de-Noblat)
| Candidat       | Candidat                  | Parti          | Premier tour | Premier tour | Second tour | Second tour |  |
| Candidat       | Candidat                  | Parti          | Voix         | %            | Voix        | %           |  |
| -------------- | ------------------------- | -------------- | ------------ | ------------ | ----------- | ----------- |  |
|                | Alain Rodet sortant réélu | PS             | 24 747       | 49,31        | 29 943      | 69,04       |  |
|                | Florence Prévot-Sola      | UMP            | 8 637        | 17,21        | 13 427      | 30,96       |  |
|                | Nicole Serre              | RBM (FN)       | 6 496        | 12,94        |             |             |  |
|                | Claude Toulet             | FG (PCF) (PG)  | 5 635        | 11,23        |             |             |  |
|                | Didier Tescher            | EÉLV           | 2 031        | 4,05         |             |             |  |
|                | Nadine Rivet              | CpF (MoDem)    | 1 254        | 2,50         |             |             |  |
|                | Jean-Louis Ranc           | AÉI            | 515          | 1,03         |             |             |  |
|                | Marie-Bénédicte Foucault  | PCD            | 497          | 0,99         |             |             |  |
|                | Élisabeth Faucon          | LO             | 371          | 0,74         |             |             |  |
|                |                           |                |              |              |             |             |  |
| Inscrits       | Inscrits                  | Inscrits       | 84 652       | 100,00       | 84 649      | 100,00      |  |
| Abstentions    | Abstentions               | Abstentions    | 33 293       | 39,33        | 37 722      | 44,56       |  |
| Votants        | Votants                   | Votants        | 51 359       | 60,67        | 46 927      | 55,44       |  |
| Blancs et nuls | Blancs et nuls            | Blancs et nuls | 1 176        | 2,29         | 3 557       | 7,58        |  |
| Exprimés       | Exprimés                  | Exprimés       | 50 183       | 97,71        | 43 370      | 92,42       |  |

#### Deuxième circonscription (Limoges - Saint-Junien)
| Candidat       | Candidat                       | Parti          | Premier tour | Premier tour | Second tour | Second tour |  |
| Candidat       | Candidat                       | Parti          | Voix         | %            | Voix        | %           |  |
| -------------- | ------------------------------ | -------------- | ------------ | ------------ | ----------- | ----------- |  |
|                | Daniel Boisserie sortant réélu | PS             | 28 844       | 47,96        | 37 965      | 68,71       |  |
|                | Frédéric Peyronnet             | UMP            | 12 377       | 20,58        | 17 291      | 31,29       |  |
|                | Yannick Vidaud                 | RBM (FN)       | 7 036        | 11,70        |             |             |  |
|                | Marie-Jo Dumasdelage           | FG (ADS) (PCF) | 6 925        | 11,51        |             |             |  |
|                | Marie Labat                    | EÉLV           | 2 171        | 3,61         |             |             |  |
|                | Christophe Lechevallier        | CpF (MoDem)    | 1 701        | 2,83         |             |             |  |
|                | Patrick Vinour                 | DLR            | 711          | 1,18         |             |             |  |
|                | Claudine Roussie               | LO             | 383          | 0,64         |             |             |  |
|                |                                |                |              |              |             |             |  |
| Inscrits       | Inscrits                       | Inscrits       | 96 680       | 100,00       | 96 669      | 100,00      |  |
| Abstentions    | Abstentions                    | Abstentions    | 35 087       | 36,29        | 38 061      | 39,37       |  |
| Votants        | Votants                        | Votants        | 61 593       | 63,71        | 58 608      | 60,63       |  |
| Blancs et nuls | Blancs et nuls                 | Blancs et nuls | 1 445        | 2,35         | 3 352       | 5,72        |  |
| Exprimés       | Exprimés                       | Exprimés       | 60 148       | 97,65        | 55 256      | 94,28       |  |

#### Troisième circonscription (Limoges - Bellac)
| Candidat       | Candidat                   | Parti          | Premier tour | Premier tour | Second tour | Second tour |  |
| Candidat       | Candidat                   | Parti          | Voix         | %            | Voix        | %           |  |
| -------------- | -------------------------- | -------------- | ------------ | ------------ | ----------- | ----------- |  |
|                | Catherine Beaubatie élue   | PS             | 17 080       | 33,58        | 27 540      | 58,12       |  |
|                | Jean-Marc Gabouty          | PRV (UMP)      | 12 501       | 24,58        | 19 842      | 41,88       |  |
|                | Monique Boulestin sortante | PRG            | 7 947        | 15,62        |             |             |  |
|                | Catherine Laporte          | RBM (FN)       | 6 079        | 11,95        |             |             |  |
|                | Daniel Clérembaux          | FG (NPA) (PG)  | 4 237        | 8,33         |             |             |  |
|                | Ghislaine Jeannot-Pagès    | EÉLV           | 1 187        | 2,33         |             |             |  |
|                | Philippe Hervé             | AÉI            | 743          | 1,46         |             |             |  |
|                | Constance Foucault         | PCD            | 739          | 1,45         |             |             |  |
|                | Daniel Mournetas           | LO             | 353          | 0,69         |             |             |  |
|                |                            |                |              |              |             |             |  |
| Inscrits       | Inscrits                   | Inscrits       | 83 525       | 100,00       | 83 518      | 100,00      |  |
| Abstentions    | Abstentions                | Abstentions    | 31 545       | 37,77        | 33 087      | 39,62       |  |
| Votants        | Votants                    | Votants        | 51 980       | 62,23        | 50 431      | 60,38       |  |
| Blancs et nuls | Blancs et nuls             | Blancs et nuls | 1 114        | 2,14         | 3 049       | 6,05        |  |
| Exprimés       | Exprimés                   | Exprimés       | 50 866       | 97,86        | 47 382      | 93,95       |  |